# Hyptia jucunda
Hyptia jucunda är en stekelart som beskrevs av Theodore Henry Frison 1922. Hyptia jucunda ingår i släktet Hyptia och familjen hungersteklar. Inga underarter finns listade i Catalogue of Life.